# Campeonato Africano de Taekwondo de 2001
El III Campeonato Africano de Taekwondo se celebró en Dakar (Senegal) en 2001 bajo la organización de la Unión Africana de Taekwondo.
En total se disputaron en este deporte dieciséis pruebas diferentes, ocho masculinas y ocho femeninas.

## Resultados

### Masculino
| Evento | Oro                             | Plata                      | Bronce                                                 |
| ------ | ------------------------------- | -------------------------- | ------------------------------------------------------ |
| –54 kg | Mamadou Ndongo Senegal          | Frans Mashamaite Sudáfrica | Claude Boulouchi Gabón Ahmed Hosni Túnez               |
| –58 kg | Magatte Gueye Senegal           | Alain Mbomgo Gabón         | Aly Diaby Mali Mohamed Amin Amri Túnez                 |
| –62 kg | Balla Dièye Senegal             | Ibrahim Niang Mali         | Johan Smit Sudáfrica Soumana Hama Níger                |
| –67 kg | Mohamed Onarami Túnez           | Didani Sinpara Mali        | Alain Mavouvou Gabón Badoulaye Ndoye Senegal           |
| –72 kg | Menic Efa Gabón                 | Saliou Awa Niang Senegal   | Achen Hambon Túnez Lacine Djire Mali                   |
| –78 kg | Sebastien Konan Costa de Marfil | Souleymane Fofana Mali     | Lionel Baguissi Gabón Therno Birahim Kote Senegal      |
| –84 kg | Suheil Hamami Túnez             | Christian Assogo Gabón     | Abdou Kaddan Senegal                                   |
| +84 kg | Donald Ravenscroft Sudáfrica    | Issa Alzouma Níger         | Romeo Gnakoya Costa de Marfil Simon Pierre Ebele Gabón |

### Femenino
| Evento | Oro                            | Plata                           | Bronce                                        |
| ------ | ------------------------------ | ------------------------------- | --------------------------------------------- |
| –47 kg | Lobna Ayari Túnez              | Adama Hawa Diallo Senegal       | Cynthia Olago Gabón                           |
| –51 kg | Berenice Aworet Gabón          | Lucie N'Guessan Costa de Marfil | Mohia Mezrigui Túnez Faniang Dieye Senegal    |
| –55 kg | Adja Fatou Sow Senegal         | Mandy Laskey Sudáfrica          | —                                             |
| –59 kg | Neila Chauchi Túnez            | Mia Emmet Sudáfrica             | Dieynaba Diallo Senegal                       |
| –63 kg | Anelle Steyn Sudáfrica         | Dora Mwakio Kenia               | Mariam Bah Costa de Marfil Hansa Adamou Níger |
| –67 kg | Fatou Seck Senegal             | —                               | —                                             |
| –72 kg | Bineta Veronique Sadio Senegal | —                               | —                                             |
| +72 kg | Seynabou Demba Senegal         | —                               | —                                             |

## Medallero
| Núm. | País            | Oro | Plata | Bronce | Total |
| ---- | --------------- | --- | ----- | ------ | ----- |
| 1    | Senegal         | 7   | 2     | 5      | 14    |
| 2    | Túnez           | 4   | 0     | 4      | 8     |
| 3    | Sudáfrica       | 2   | 3     | 1      | 6     |
| 4    | Gabón           | 2   | 2     | 5      | 9     |
| 5    | Costa de Marfil | 1   | 1     | 2      | 4     |
| 6    | Mali            | 0   | 3     | 2      | 5     |
| 7    | Níger           | 0   | 1     | 2      | 3     |
| 8    | Kenia           | 0   | 1     | 0      | 1     |
|      | TOTAL           | 16  | 13    | 21     | 50    |